# マルヤマエクセル
マルヤマエクセル株式会社（英: MARUYAMA EXCELL Co., Ltd.）は、消火器などの販売をおこなっている企業。

## 概要
消火器などを製造する丸山製作所の子会社。一部の消火器はミヤタやヤマトプロテックからのOEMとなっている。

## 沿革
- 1895年（明治28年） - 丸山商会を創立。消火器の生産販売を始める。
- 1956年（昭和31年）4月11日 - 株式会社丸山製作所より販売部門を分離して丸山商事株式会社を設立。
- 1991年（平成3年） - 丸山商事株式会社をマルヤマエクセル株式会社に商号変更。
- 2008年（平成20年）10月1日 - 丸山工機株式会社を吸収合併。
- 2019年（令和元年）10月1日 - 産業用機械関連事業を会社分割し、株式会社丸山製作所に承継。

## 製品
絶版になっている製品も含む。
粉末消火器
- NDシリーズ　（排圧機構付でヤマトプロテックのyp-10d、yp-20nなどの排圧機構搭載消火器に相当する。）
- 加圧式ABC粉末消火器(AH,AK,AI,AHA,AIA,AHBシリーズ)
- 加圧式ABC粉末消火器大型グループ（第4種消火設備）
- ｽﾃﾝﾚｽABC粉末消火器(蓄圧式粉末・ Co2加圧式・N2（窒素）加圧式)
- 蓄圧式ABC粉末消火器(AHA,AHB,AIA,AIBシリーズ)
- 家庭用粉末ABC消火器

強化液・泡系消火器
- ステンレス蓄圧式強化液
- 強化液消火器　KLシリーズ・KNシリーズ・KLAシリーズ
- 機械泡消火器　MIGシリーズ

※以前は、日本ドライケミカルからのOEMでの販売していたタイプも存在していた。
ガス系消火器
- 二酸化炭素消火器(CO2MYシリーズ)

※以前は、宮田工業と共通のアルマックスシリーズも存在していたが、現在は絶版となっている。
科学泡消火器
- 化学泡消火器大型グループ用（第4種消火設備）

自動車用ABC粉末消火器
- AKシリーズ,AHAシリーズ,AIAシリーズ

その他の製品
- マグニチュード7（2本組）
- 避難21点セット　[8801]
- 簡易消火具　消す兵衛　KL-05P　強化液タイプ
- ナレール　　訓練用消火器具
- NEWまもるくん10　火災住宅用警報機
- 第3種移動式粉末消火設備・パッケージ型消火設備
- 産業用ポンプ